# The Last Cigarette (film 1917)
The Last Cigarette è un cortometraggio muto del 1917 scritto e diretto da George Bronson Howard. Primo dei nove episodi del serial Perils of the Secret Service.

## Produzione
Il film fu prodotto dall'Independent Moving Pictures Co. of America (IMP).

## Distribuzione
Distribuito dall'Universal Film Manufacturing Company, il film - un cortometraggio in due bobine - uscì nelle sale cinematografiche statunitensi il 9 marzo 1917.